# Wspólnota administracyjna Altmühltal
Wspólnota administracyjna Altmühltal – wspólnota administracyjna (niem. Verwaltungsgemeinschaft) w Niemczech, w kraju związkowym Bawaria, w rejencji Środkowa Frankonia, w regionie Westmittelfranken, w powiecie Weißenburg-Gunzenhausen. Siedziba wspólnoty znajduje się w miejscowości Meinheim.
Wspólnota administracyjna zrzesza jedną gminę targową (Markt) oraz trzy gminy wiejskie (Gemeinde): 
- Alesheim, 20,45 km²
- Dittenheim, 29,33 km²
- Markt Berolzheim, gmina targowa, 14,52 km²
- Meinheim, 16,36 km²